# Walter Isaacson
Walter Isaacson (Nova Orleães, Luisiana, 20 de maio de 1952) é um jornalista e escritor norte-americano.
Já foi presidente e diretor executivo do Instituto Aspen e da CNN, além de editor da revista Time.
É o autor de Einstein, His Life and Universe (2007), Benjamin Franklin: An American Life e Kissinger: A Biography (1992). Em coautoria com Evin Thomas escreveu Wise Men: Six Friends and the World They Made (1986).
Em 2007, tornou-se colunista da Time.
Isaacson conheceu Steve Jobs, CEO da Apple, em 1984, ao longo dos anos, se aproximou amistosamente de Walter Isaacson de maneira intermitente, com arroubos ocasionais de intensidade, em especial quando lançava um novo produto que queria na capa da Time ou em programa da CNN, lugares em que Walter trabalhava. Depois da Biografia de Benjamin Franklin e Einstein escrita por Isaacson, Jobs sugeriu que ele era um bom tema (Steve Jobs já estava com cancer nessa época). Isaacson não descartou a ideia, mas relutou um pouco, pois achava que não era o momento. Mas em 2009, a pedido da esposa de Steve Jobs, Laurene Powell Jobs, que admitiu que Steve Jobs estava doente, Isaacson resolveu escrever a biografia sobre Steve Jobs. Apesar da biografia ser autorizada e Steve Jobs ter colaborado, Steve Jobs não leu o material publicado (lançado um mês após sua morte). A biografia de Steve Jobs foi um grande sucesso comercial, vendendo 10 milhões de exemplares até o início de 2012 e rendeu para Walter Isaacson direitos autorais milionário para o cinema.

## Obras
- 1986 - Wise Men: Six Friends and the World They Made co-autor
- 1992 - Kissinger: A Biography
- 2003 - Benjamin Franklin: An American Life
- 2007 - Einstein, His Life and Universe
- 2011 - Steve Jobs
- 2014 - Os Inovadores - Uma Biografia da Revolução Digital
- 2017 - Leonardo da Vinci
- 2023 - Elon Musk